# Montmartre-i csata
A montmartre-i csata 1814. március 30-án zajlott le Clichy-nél és Montmartre-nál a hatodik koalíció szövetséges erői és Napóleon erői között. A szövetségesek győztek, bevonultak Párizsba, a francia császár hamarosan lemondásra kényszerült.

## Előzmények
A két fő szövetséges erő 1814. március 28-án Meaux-nál egyesült, és az így 107 000 fősre erősödött haderő elindult a francia főváros ellen. Csak 23 000, hiányosan felszerelt védő állt szemben a támadó szövetségesekkel.

## A csata
A szövetségesek keletről és északról közelítettek Párizs felé. Moncey marsall a Nemzeti Gárda parancsnoka próbálta őket megállítani Clichy-nél, de délután 4-kor két hadtest meghátrálásra kényszerítette Belleville-be a magaslatokra és Montmartre külvárosaiba. Montmartre külvárosának Marmont tábornok volt a parancsnoka. Március 31-én délután két órakor került sor az utolsó akcióra.

## Következmények
Marmont következő akciója az volt, hogy tárgyalni kezdett a szövetségesekkel, ez döntően hozzájárult a császár lemondásához vezető események sorozatához.

## Fordítás
- Ez a szócikk részben vagy egészben  a   Battle of Montmartre című angol Wikipédia-szócikk fordításán alapul.  Az eredeti cikk szerkesztőit annak laptörténete sorolja fel. Ez a jelzés csupán a megfogalmazás eredetét és a szerzői jogokat jelzi, nem szolgál a cikkben szereplő információk forrásmegjelöléseként.